# Une chanson dans la tête
Pour plus de détails, voir Fiche technique et Distribution.
Une chanson dans la tête est un film franco-libanais réalisé par Hany Tamba et sorti en 2008.

## Synopsis
Bruno Caprice a connu son heure de gloire dans les années 1970 avec sa chanson Quand tu t'en vas qui a connu un petit succès, resté sans suite. Désormais réceptionniste dans un hôtel parisien, il est invité par un riche industriel libanais à venir au Liban interpréter sa chanson pour son épouse, comme il l'avait déjà fait en 1976 en pleine guerre civile ... sauf que Bruno Caprice n'a jamais mis les pieds au Liban.

## Fiche technique
- Titre : Une chanson dans la tête
- Réalisation : Hany Tamba
- Scénario : Hany Tamba, avec la collaboration d'Emmanuelle Mougne et Michel Kammoun
- Production : Emmanuel Agneray et Jérôme Bleitrach
- Photographie : Emmanuel Soyer
- Montage : Marie-Josée Audiard
- Date de sortie :
  - France, Belgique : 13 août 2008

## Distribution
- Patrick Chesnais : Bruno Caprice
- Pierrette Katrib : Nadine
- Gabriel Yammine : César
- Julia Kassar : Randa Harfourche
- Lara Matar : Lara (20 ans) / Remm Harfouche
- Pierre Chamassian : Jamil Harfouche
- Maggie Badawi : La mère de Nadine
- Majdi Machmouchi : Le père de Nadine
- Fady Reaidy : Le passager dans l'avion / Madame Rose le voyant
- Mounir Khawli : Bob Shankleesh
- Silina Choueiry : Roula
- Romeo El Hachem : Maroun
- Rudy Khalil : Nino
- Mahmoud Mabsout : Le maître de cérémonie
- Hamzi Nasrallah : Riyad, le voleur de voitures
- Karine Lazard : Camille
- Fabrice Scott : Le client anglais
- Nancy Tate : La cliente anglaise
- Laurence Colussi : La sœur de Bruno
- Denis Maréchal : L'hôte de la soirée
- Béatrice Laout : L'hôtesse de la soirée
- Nadine Mansour : Mme Sawaya
- Paul Sleiman : Le cuisinier
- Cybèle Villemagne : La fille de la pochette